# Nouveaux Fauves
L'expression « Nouveaux Fauves » (ou Neue Wilde) désigne un groupe d'artistes qui, au début des années 1980, en Allemagne et en Autriche, ont développé une peinture violente, insouciante et hédoniste, constituant une forme de néo-expressionnisme allemand.
Ils ont reçu cette appellation en référence aux Fauves français qui, à Paris au tout début du XXe siècle, ont développé une peinture excitante visuellement.

## Histoire
Cet épisode de l'histoire de l'art s'ouvre en réaction aux directions prises alors par le minimalisme et par l'art conceptuel, mouvements qui privilégiaient l'idée au regard et qui adoptaient une démarche souvent théorique. En opposition à ces courants, mais aussi dans un élan de révolte contre la bourgeoisie, à Berlin, à Cologne, à Hambourg et, un peu plus tard, aussi en Autriche, de jeunes artistes renouent avec un style de peinture dont on avait annoncé depuis longtemps la fin.
Avec les Nouveaux Fauves, la joie apparaît sur les toiles, avec des formats souvent énormes couverts de coups de brosse sauvages. Les travaux sont tout à la fois expressifs, figuratifs, grandioses, détaillés, abstraits, ressemblant à la BD, pleins de citations et de références à l'histoire de l'art ou à des sentiments intimes comme la sexualité et la peur.
La question de la figuration ou de l'abstraction ne se pose pas ; les artistes changent de style. Cette nouvelle peinture n'a pas un style unique et commun, la méthode des protagonistes consiste à n'avoir pas de style conscient ; en opposition avec l'avant-garde intellectuelle qui prédomine à cette époque dans l'art, il n'y a pas de programme, pas de théorie et aucun commentaire explicatif. Seul l'instant compte.
Au début des années 1980, la recherche constante de visions, la recherche du nouveau, trouve une fin provisoire. Le présent redevient décisif pour la décennie entière. En cela les Nouveaux Fauves ont été symptomatiques de l'histoire : le postmodernisme était à ses débuts.
À la même époque sont apparues des tendances comparables en Italie (transavanguardia), aux États-Unis (bad painting) et en France (figuration libre).

## Principaux représentants

### Allemagne

#### Berlin
- Elvira Bach
- Georg Baselitz
- Anja Boje
- Luciano Castelli
- Rainer Fetting
- Helmut Middendorf
- Salomé
- Bernd Zimmer

#### Cologne
- Hans Peter Adamski
- Peter Bömmels
- Walter Dahn
- Jiří Georg Dokoupil
- Gerard Kever
- Gerhard Naschberger
- Stefan Szczesny
- Volker Tannert

#### Dresde
- A. R. Penck

#### Düsseldorf
- Werner Büttner
- Jörg Immendorff
- Martin Kippenberger
- Albert Oehlen
- Markus Oehlen
- Moritz Reichelt
- Groupe Normal

### Autriche
- Siegfried Anzinger
- Erwin Bohatsch
- Herbert Brandl
- Gunter Damisch
- Hubert Scheibl
- Hubert Schmalix

### Suisse
- Martin Disler

## Source
- (de) Cet article est partiellement ou en totalité issu de l’article de Wikipédia en allemand intitulé « Neue Wilde » (voir la liste des auteurs).